# Jeux de la Commission de la jeunesse et des sports de l'océan Indien 2010
Navigation
Jeux 2008 Jeux 2012
Les Jeux de la Commission de la jeunesse et des sports de l'océan Indien 2010, septième édition des Jeux de la Commission de la jeunesse et des sports de l'océan Indien, ont eu lieu en 2010 pour la première fois à La Réunion. 700 jeunes de 14 à 17 ans y ont participé.